# Tomen Castell
Tomen Castell, auch Tomen-y-Castell genannt, ist eine Burgstelle in Conwy in Wales. Die als Scheduled Monument geschützte Burgstelle liegt westlich des Dorfes Dolwyddelan im Snowdonia-Nationalpark.

## Geschichte
Die kleine Burg wurde wahrscheinlich in der zweiten Hälfte des 12. Jahrhunderts von den walisischen Fürsten von Gwynedd, vermutlich von Iorwerth Drwyndwn, dem ältesten Sohn von Owain Gwynedd, errichtet. Sie gehört zusammen mit Castell Deudraeth, Carn Fadrund, Dinas Emrys und Castell Pen-y-garn zu den Befestigungen, die die Söhne von Owain Gwynedd als Symbole ihrer Herrschaft errichteten, nachdem das Reich ihres Vaters nach dessen Tod 1170 in mehrere Herrschaften zerfallen war. Tomen Castell kontrollierte die Straße von Conwy nach Ardudwy, eine wichtige Verbindung im südlichen Snowdonia. Dazu diente sie vermutlich zum Schutz der Sommerweidegründe im Tal des Lledr, die den Fürsten von Gwynedd gehörten. Wahrscheinlich wurde um 1173 in der Burg Llywelyn ab Iorwerth, der älteste Sohn von Iorwerth Drwyndwn, geboren. In den Erbfolgekriegen zwischen den Söhnen Owain Gwynedds wurde Iorwerth Drwyndwn um 1174 getötet, danach wird auch die Burg nicht weiter erwähnt. Nachdem Llywelyn ab Iorwerth zu Beginn des 13. Jahrhunderts der alleinige Herrscher von Gwynedd geworden war, errichtete er auf einem Höhenzug nordwestlich der Burgstelle Dolwyddelan Castle. 1962 und 1963 fanden Ausgrabungen der Burgstelle statt.

## Anlage
Die Burg bestand aus einem rechteckigen, etwa 8,8 mal 9,5 m großen, aus Bruchstein erbauten Turm, der sich auf einer kleinen felsigen Anhöhe am Rand des Tals des Lledr erhob. Von dem Turm sind nur die Reste der bis zu 3 m dicken Grundmauern erhalten. An der westlichen Seite war der Burghügel zusätzlich durch einen Graben geschützt. Heute ist die Burgstelle mit Waldkiefern und Sträuchern bewachsen und nicht öffentlich zugänglich.